# Jacques Julien Houtou de Labillardière
Jacques Julien Houtou de Labillardière (Alençon, 28 oktober 1755 – Parijs, 8 januari 1834) was een Franse botanicus die bekend is geworden vanwege zijn beschrijvingen van de flora van Australië.
Labillardière studeerde geneeskunde in Montpellier en Reims. Hij stapte over naar natuurlijke historie en bestudeerde in Engeland de flora, onder leiding van Joseph Banks en James Edward Smith.
In 1791 werd Labillardière aangesteld als natuuronderzoeker in de expeditie van Antoine de Bruni d’Entrecasteaux naar Oceanië op de zoektocht naar de verloren schepen van Jean-François de La Pérouse. D'Entrecasteaux vond geen spoor van de verloren expeditie, maar zijn schepen bezochten het zuidwesten van Australië, Tasmanië, het Noordereiland van Nieuw-Zeeland en Oost-Indië. Tijdens de reis verzamelden Labillardière, Claude Riche en Étienne Pierre Ventenat zoölogische, botanische en geologische specimina en beschreven ze de gebruiken en talen van de lokale Aborigines in Australië.
Terwijl de expeditie Oceanië exploreerde, waren in Europa de Franse revolutieoorlogen uitgebroken en toen de schepen Java bereikten werden de Wetenschappelijke collecties van Labillardière als oorlogsbuit in beslag genomen door de Britten. Labillardière wanhoopte na het verlies van drie jaar nauwgezette arbeid maar hij had een bondgenoot in Joseph Banks, die campagne voerde voor teruggave van de collecties. In 1796 had zijn lobbyen succes en was hij in staat om William Price in het British Museum aan te schrijven:
... de Ministers van hare Majesteit hebben het nodig gevonden voor de eer van de Britse natie en voor de vooruitgang van de wetenschap dat het recht van de kapers op de collectie bij deze gelegenheid van de hand moet worden gewezen en dat het geheel moet worden teruggegeven aan Labillardière zodat hij in staat kan worden gesteld om zijn observaties in de natuurlijke historie op een complete manier kan publiceren. ... Hierdoor zal hare Majesteit een aanwinst van haar herbarium verliezen, wat ik graag hier opgeslagen zou zien, maar het nationale karakter van Groot-Brittannië zal veel krediet verkrijgen in de hoogste graad voor het aanhouden van een beleid richting de wetenschap en wetenschappers op een liberale manier.
Labillardière keerde in 1796 met zijn collecties terug naar Frankrijk. In 1800 publiceerde hij een verslag van zijn reis en werd hij verkozen in de Académie des sciences. Tussen 1804 en 1807 publiceerde hij Novae Hollandiae Plantarum Specimen, een beschrijving van de flora van Australië.
Het geslacht Billardiera en de soort Poa labillardierei zijn naar hem vernoemd. 